# 比奈森のあ
比奈森 のあ（ひなもり のあ、1997年3月9日 - ）は、日本のコスプレイヤー、モデル。富山県出身。

## 人物
幼少期の頃からピアノ、習字、空手、英会話などの習い事をし文武両道に育てられた。3兄弟の長女である。
2012年4月、県内の県立高校に進学。友人に誘われコスプレと出会う。初コスはボーカロイドの鏡音リンの恋色病棟。
2015年、専門学校在学中に毎年富山市民プラザで開催されている富山こすぷれフェスタに参加中、たまたま居合わせたあみたん娘プロデューサーにスカウトされ、2016年2月に高岡市観光大使あみたん娘の公式コスプレイヤーに就任する。その類稀なる容姿もあり、就任時の記者会見では前年度就任会見時の倍の記者やテレビ局が集まった。
またあみたん娘就任後、BCリーグ富山GRNサンダーバーズ公式戦にて始球式を勤め上げた。
2016年4月、パズドラジャパンカップ第4回目の大抽選会MC、8月には高岡市万葉埠頭で行われた水曜どうでしょうにも出演を果たしあみたん娘として活躍の場を広げていった。
2016年、フォトスタジオMIYAMAEのスタイルブック写真集のドレスモデルを勤め上げる。ミニドレスで成人式の前撮りを富山でも広げる先駆けの発端人となった。
2017年4月、ダーツメーカーTIGAの初代イメージガールの1人に抜擢される。この試みはダーツ業界で初の事例であったらしく、海外からも高い注目を浴びた。愛用バレルはTIGA Fusion インターナショナルプレイヤーモデル＜Crown 99(クラウン 99）＞【ティガ フュージョン】である。
2017年５月よりAUTOBOYのレースクイーンとしても活動を開始。同月、徳井青空主演のドラマCD「神力アイドルミヤビノシスターズ」にて挿入歌を担当。。
6月にはブライダルコアあなだのブライダルモデルに起用される。
何にでも興味を持つ性格から、何事にもチャレンジする傾向がありコスプレイヤーやモデルなどマルチに活動。
2022年2月22日に3月で引退を表明した。

## 来歴・略歴
- 富山駅タッチパネル年間契約掲載(2016年1月)
- エフエムいみずラジオ出演(2016年3月21日)
- 諏訪｢春ざんまい｣PLUMSHOP移転記念(2016年3月26日、PLUMショップ諏訪店)
- たかおかTODAYラジオ出演(2016年4月2日、FM76.2MHz)
- 全国萌えキャラフェスティバル2016(2016年4月3日、岐阜県大垣駅通り)
- ガンホーフェスティバルツアー2016パズドラ大抽選会MC(2016年4月10日、イオンモール高岡店)
- 身近に感じる憲法〜イケてる憲法学校開校！〜 inイオンモール(2016年5月3日、イオンモール高岡セントラルコート)
- 高岡七夕祭りオープニングセレモニー(2016年8月1日、クルン高岡ペデストリアンデッキ)
- 高岡七夕祭りダンス！ダンス！ダンス！MC&ライブ(2016年8月11日、パーク高岡大和横)
- クールOTAYA(2016年8月11日、パーク高岡大和横)
- 水曜どうでしょうDODESYO CARAVAN(2016年8月14日、伏木万葉埠頭特設会場)
- 高校生高岡万葉短歌バトル2016(2016年8月20日、ウィング・ウィング高岡4F)
- PhotoStudioMIYAMAEミニドレスモデル(ブライダルコアあなだ衣装提供)(2016年8月22日)
- 富山こすぷれフェスタ☆2016(2016年9月4日、富山市民プラザ)
- だいぶっさん展(2016年10月8日・9日、高岡古城公園本丸広場)
- 高岡道の駅万葉の里10周年祭(2016年11月5日、道の駅万葉の里高岡)
- カレーフェスタ2016(2016年11月12日・13日、高岡駅前および周辺施設)
- ロルドグループ2th Anniversary Party(2016年11月13日、Restaurante sueno LASA)
- 第31回日本海高岡なべ祭り(2017年1月14日・15日、JR・あいの風とやま鉄道高岡駅周辺および中心商店街)
- sugarloveドキュメント番組BBT取材(2017年1月3日)
- sugarloveホームページ表紙掲載(2017年1月22日 - )
- フューチャーシティファボーレとみつどイベント(2017年2月18日、フューチャーシティ富山ファボーレ店)
- ユーロショップ2017動画出演inデュッセルドルフ(2017年3月5日 - 9日、ドイツデュッセンドルフ見本市会場)
- Japan Traditional Culture Festa in池袋(2017年3月19日・20日、東京都池袋西口公園)
- 万葉線いいね！撮影会(2017年4月9日、万葉線 高岡駅〜越ノ潟駅往復)
- 女性ボーカリストオンリーガンダムカバーライブin沼袋(2017年4月19日、東京都沼袋SELライブハウス)
- ツチノコ撮影会(2017年4月22日、東京都浅草橋rosestudio)
- みらーじゅ撮影会(2017年4月23日、富山市植物園内)
- DARTSLIVE OPEN 2017 NAGOYA(2017年4月29日、名古屋市中小企業振興会館吹上ホール)
- 神力アイドル ミヤビノシスターズ 挿入曲歌唱(2017年5月1日、ファイブデザインワークス制作)
- 万葉戦いいね！フォトコンテスト(2017年、末広町電停傍)
- とちてれ☆アニメフェスタ2017in宇都宮(2017年5月4日・5日、栃木県宇都宮市オリオンスクエア/オリオン通り/バンバ広場)
- TIGA official girl来店ダーツイベントin新松戸店(2017年5月20日)
- taste of tsukuba SATSUKI STAGE 「AUTO BOY」 レースクイーンin筑波(2017年5月21日、茨城県下妻市筑波サーキット)
- あみたん娘第4回FC会員限定イベント鋳物体験(2017年6月10日、富山県高岡市・長慶寺)
- ブライダルコアANADAパンフレット撮影(2017年6月13日)
- あきかるフォトセッション(2017年6月18日、東京・秋葉原)
- FMいみずラジオ(2017年7月12日)
- 富山サンダーバーズ始球式&ライブ(2017年7月16日、高岡市城光寺球場)
- FMいみずラジオ(2017年7月19日)
- FMいみずラジオ(2017年7月28日)
- ポートフェスティバル2017ライブ&MC in伏木　港で働く舟大集合！(2017年7月29日、伏木港左岸)
- 七夕祭りオープニングセレモニーin高岡(2017年8月6日、高岡市広末町通り)
- クールOTAYA!(2017年8月11日、パーク高岡大和横)
- ダーツ祭り！2017(2017年8月21日、東京ビッグサイト)
- 富山こすぷれフェスタ☆2017(2017年9月3日、富山市民プラザ)
- アニ玉祭2017(2017年10月22日、埼玉県さいたま市大宮区・ソニックシティ)
- N－ONE OWNER'S CUP〜FINAL inツインリンクもてぎ(2017年10月28日、栃木県芳賀郡・茂木もてぎサーキット)
- 超アイドルガチバトルin秋葉原CandyBox(2017年11月5日)
- SEIKAサブカルフェスタ2017in京都(2017年11月19日、京都府精華町・けいはんなプラザ ほか)
- IBARAKI DARTS FESTIVAL 2DAYS(2017年11月25日・26日、茨城県坂東市岩井総合体育館)